# Suvereto
Suvereto là một đô thị ở tỉnh Livorno ở vùng Toscana, có khoảng cách khoảng 90 km về phía tây nam của Firenze và khoảng 60 km về phía đông nam của Livorno. Tại thời điểm ngày 31 tháng 12 năm 2004, đô thị này có dân số 2.948 người và diện tích là 92,9 km².
Suvereto giáp các đô thị: Campiglia Marittima, Castagneto Carducci, Follonica, Massa Marittima, Monterotondo Marittimo, Monteverdi Marittimo, Piombino, San Vincenzo, Sassetta.